# Ophidonais serpentina
Ophidonais serpentina é uma espécie de anelídeo pertencente à família Tubificidae.
A autoridade científica da espécie é O.F. Müller, tendo sido descrita no ano de 1773.
Trata-se de uma espécie presente no território português, incluindo a sua zona económica exclusiva.